# Saalschutz
Saalschutz est un groupe suisse d'electropunk, originaire de Zurich, actif entre 2001 et 2017. Le groupe décrit lui-même son style comme « rave-punk ».

## Histoire
Après un EP split avec Knarf Rellöm chez Rewika Records en 2003, le premier album de Saalschutz, Das ist nicht mein Problem, est enregistré en 2004 chez ZickZack Records. Saalschutz combine de la dance avec des textes en allemand, plus rarement en anglais, en français ou en suisse allemand, souvent dadaïstes, et des spoken words. Des éléments de synthpop, d'electropunk et d'electroclash — mais aussi de metal, de garage rock, de tribal house et de trance — sont ainsi mélangés dans un style qui peut être comparé à Knarf Rellöm, Räuberhöhle et, en partie, à Egotronic. En 2003, le morceau Saalschutz Leerer, inhaltsloser Ausdruck est joué par John Peel dans son émission homonyme. Le magazine musical Spex juge le disque comme suit : « Pour pleurer. Pour aimer. Pour se déshabituer. Pour finalement s'y tenir. Pour aimer. Pour se lasser ». En 2006, le deuxième album Saalschutz machts möglich est également sorti chez ZickZack et le label hambourgeois Audiolith. Après de longues tournées et de nombreux DJ sets, le troisième album, Entweder Saalschutz, est publié en octobre 2010 et Saalschutz Nichtsnutz en mars 2013, accompagné d'un album live bonus, Singen Tanzen Ecken Kanten. Saalschutz Nichtsnutz.
En 2017, Saalschutz annonce sa séparation. Les concerts de la courte tournée d'adieu en Allemagne se déroulent pour la plupart à guichets fermés. Un article du TAZ publie à l'occasion de son départ rend hommage à l'esprit d'innovation et à la création du groupe.
Le 16 septembre 2023, Saalschutz donne un concert de réunion au club berlinois About_Blank, lors du Nachtigala - 15 Jahre Nachtigall Open Air du groupe Frittenbude, en compagnie de ce dernier et de la rappeuse Finna. En 2024, d'autres concerts sélectionnés ont lieu à la Photobastei de Zurich (dans le cadre de l'exposition The Pulse of Techno), au Lethargy Festival à la Rote Fabrik et en plein air pour le 20e anniversaire du Helsinki Klub devant le local. Les concerts se déroulent à guichets fermés et exclusivement sur des scènes qui n'avaient jamais été occupées auparavant. En mars 2025, un concert également à guichets fermés est donné au Zukunft Club de Zurich, à l'occasion du mois de fermeture du lieu.

## Discographie

### Albums studio
- 2004 : Das ist Nicht Mein Problem (Zickzack, Desert Engine)
- 2006 : Saalschutz Macht's Möglich (Zickzack, Audiolith)
- 2010 : Entweder Saalschutz (Audiolith)
- 2013 : Saalschutz Nichtsnutz (comprend l'album liveSingen Tanzen Ecken Kanten) (Audiolith)

### Singles
- 2010 : Ravepunk für eine bessere Welt (Audiolith)
- 2010 : Headliner der Herzen (Audiolith)
- 2013 : Und Alle So Yeah (Audiolith)

### Splits
- 2003 : Knarf Rellöm et DJ Patex / Saalschutz : Little Big City / Technopunk (EP vinyle, Rewika Records)
- 2005 : Saalschutz / The Dance Inc. : Never Mind The Remix (EP vinyle, Audiolith)
- 2005 : Egotronic / Saalschutz: Luxus (single splti vinyle, Audiolith)
- 2006 : Saalschutz / Räuberhöhle : Saalschutz loves Räuberhöhle (CD split, Megapeng und Holzpop)